# OPR-1000
OPR-1000은 한국 표준형 원전의 상품명으로, 설비용량 1,000MW급 가압경수로(PWR)형식의 핵 반응로를 일컫는다. 대한민국 고리, 월성, 한빛, 한울 원자력 발전소에 총 10기가 운용중이거나 건설되고 있다.
한국수력원자력과 두산중공업에서는 2005년 아시아 시장에 진출하기 위해 1,000MW 용량의 KSNP(Korea Standard Nuclear Power Plant)의 상표를 OPR(Optimized Power Reactor)로 바꾸었다.

## 역사
대한민국은 1957년에 IAEA 회원국이 되어 원자력 발전의 역사를 시작했다. 20년이 지난 1978년 고리원자력발전소 제1호기가 준공되어 첫 원자력 발전소로 기록되었다. 1984년부터 한국 실정에 적합한 표준형 원전 개발을 위해 미국의 ABB-CE사의 1,300MWe급 원전인 System80의 원자로 계통을 모델로 하여 공동설계에 들어갔다. 그 결과, 1988년에 한빛 3·4호기의 원자로 계통설계가 완성되었고, 1989년에 국내 기술진에 의해 원자로 계통설계가 마무리되면서, 최적의 원전이 개발되었다. 2007년 APR1400 모델인 신고리 3·4호기의 건설이 시작되기까지 국내에 건설된 총 10기의 원자력발전소는 한국표준형원전으로 건설하였다. 한국표준형원전은 1995년 한반도에너지개발기구(KEDO) 주도로 이뤄졌던 북한 신포 경수로 건설 사업의 원전 모델로 채택되기도 했다. 또한 한국인의 체형 및 관행에 맞는 인간공학적 개념을 적용한 최신의 제어설비를 채택해, 운전원 실수에 의한 사고발생률을 최대한 줄이고, 한국의 해양 및 지질의 특성과 한국 산업, 공업 수준에 맞도록 개량해 최적화했다
울진 3호기가 첫 한국 원자력 발전소 표준형으로 기획되어 1998년부터 상업 가동한 이후 높은 안전성과 신뢰도를 보였다.

## 특징
- 일체형 원자로 상부 구조물, 복합건물 등으로 개선
- 합성구조물 공법과 원자로 냉각재 계통의 자동용접
- 해수 배수형식을 수중 배수방식 도입

## 설계 조건
| 열출력   | 비소비전력량 | 설계수명 | 내진설계기준       | 연료교체간격 |
| -------- | ------------ | -------- | ------------------ | ------------ |
| 2,815Mwt | 1,000MWe     | 40년     | SSE 0.2g, OBE 0.1g | 12~18개월    |

## 적용 원전
| 원자력 발전소    | 원자로       | 상업운전 개시    | 원자로형              | 설비용량 (kW) |
| ---------------- | ------------ | ---------------- | --------------------- | ------------- |
| 고리원자력발전소 | 신고리 1호기 | 2011년 2월 28일  | 가압경수로 (OPR-1000) | 100만         |
| 고리원자력발전소 | 신고리 2호기 | 2012년 7월 20일  | 가압경수로 (OPR-1000) | 100만         |
| 월성원자력발전소 | 신월성 1호기 | 2012년 7월 31일  | 가압경수로 (OPR-1000) | 100만         |
| 월성원자력발전소 | 신월성 2호기 | 2015년 7월 25일  | 가압경수로 (OPR-1000) | 100만         |
| 한빛원자력발전소 | 한빛 5호기   | 2002년 5월 21일  | 가압경수로 (KSNP)     | 100만         |
| 한빛원자력발전소 | 한빛 6호기   | 2002년 12월 24일 | 가압경수로 (KSNP)     | 100만         |
| 한울원자력발전소 | 한울 3호기   | 1998년 8월 11일  | 가압경수로 (KSNP)     | 100만         |
| 한울원자력발전소 | 한울 4호기   | 1999년 12월 31일 | 가압경수로 (KSNP)     | 100만         |
| 한울원자력발전소 | 한울 5호기   | 2004년 7월 29일  | 가압경수로 (KSNP)     | 100만         |
| 한울원자력발전소 | 한울 6호기   | 2005년 4월 22일  | 가압경수로 (KSNP)     | 100만         |

## 같이 보기
- APR-1400